# Казе Мате (Ређо Емилија)
Казе Мате је насеље у Италији у округу Ређо Емилија, региону Емилија-Ромања.
Према процени из 2011. у насељу је живело 55 становника. Насеље се налази на надморској висини од 34 м.